# Florida (departamento)
Florida é um departamento do Uruguai, sua capital é a cidade de Florida. Encontra-se no centro do país, uns 75 km de Montevidéu , a cidade uruguaia mais populosa.
A declaratoria da Independência foi neste mesmo lugar, precisamente na capital floridense, quando em 1825 , os Treinta y Tres Orientales acabaram com os portugueses e chegaram  independizar-se do Brasil.